# Nikki Lane
Nikki Lane, nacida el 17 de octubre de 1983 en Greenville, Carolina del Sur, es una cantautora estadounidense de música rock, folk y country.

## Historia
Lane abandonó la escuela secundaria de Greenville y se mudó a Los Ángeles en 2006 donde trabajó como diseñadora de moda y modelo, trasladándose después a Nashville donde abrió su tienda de ropa vintage High Class Hillbilly y donde grabó en 2011 su álbum debut Walk Of Shame.
El 6 de mayo de 2014 publicó su segundo álbum de estudio All or Nothin, producido por Dan Auerbach, cantante de The Black Keys, con influencias de iconos del country como Patsy Cline, Loretta Lynn, Waylon Jennings, John Prine, Merle Haggard o Dolly Parton, y donde se incluyó el alegato contra el machismo "Man Up".
Otros ejemplos públicos de su activismo han sido  mostrarse partidaria de la legalización de la marihuana o criticar a la clase blanca rural y mayoritariamente racista en "700.000 rednecks", canción incluida en el álbum Highway Queen, editado en 2017 a través del sello New West Records, que incluyó canciones como "Forever Lasts Forever", heredada del estilo de Loretta Lynn, o "Jackpot" sobre el juego en los casinos de Las Vegas.
En 2021 colaboró con Lana Del Rey en el álbum Chemtrails Over the Country Club con la canción "Breaking Up Slowly", y en 2022 participó en un tributo a Billy Joe Shaver junto a Ryan Bingham, acompañó a Dropkick Murphys en la balada "Never Get Drunk No More" incluida en This Machine still kills fascists, y publicó su cuarto álbum de estudio Denim & Diamonds con Josh Homme como productor.

## Discografía
- 2011 - Walk Of Shame  (IAmSound Records)
- 2014 - All Or Nothin' (New West Records)
- 2017 - Highway Queen (New West Records)
- 2022 - Denim & Diamonds (New West Records)